# Finn Lemke
Finn Lemke (* 30. April 1992 in Bremen) ist ein ehemaliger deutscher Handballspieler.

## Karriere

### Verein
Mit dem Handballspielen begann der im niedersächsischen Schwanewede bei Bremen aufgewachsene Lemke bei der HSG Schwanewede/Neuenkirchen. Dort spielte er bis 2011 in der Oberliga-Mannschaft der Handballspielgemeinschaft. Zur Saison 2011/12 wechselte er zum TBV Lemgo, der Partnerverein der HSG ist. In Lemgo lief Lemke zunächst für die zweite Mannschaft auf, die in der 3. Liga spielt. Zum Saisonende wurde er öfter in der ersten Mannschaft eingesetzt. Im Heimspiel gegen den SC Magdeburg war Lemke mit sieben Feldtoren erfolgreichster Werfer der Partie. Ab dem Sommer 2015 lief er für den SC Magdeburg auf, wo er vornehmlich in der Abwehr eingesetzt wurde. Mit dem SCM gewann er 2016 den DHB-Pokal.
Ab der Saison 2017/18 stand er bei der MT Melsungen unter Vertrag. Nach der Saison 2022/23 beendete er seine Spielerlaufbahn.

### Nationalmannschaft

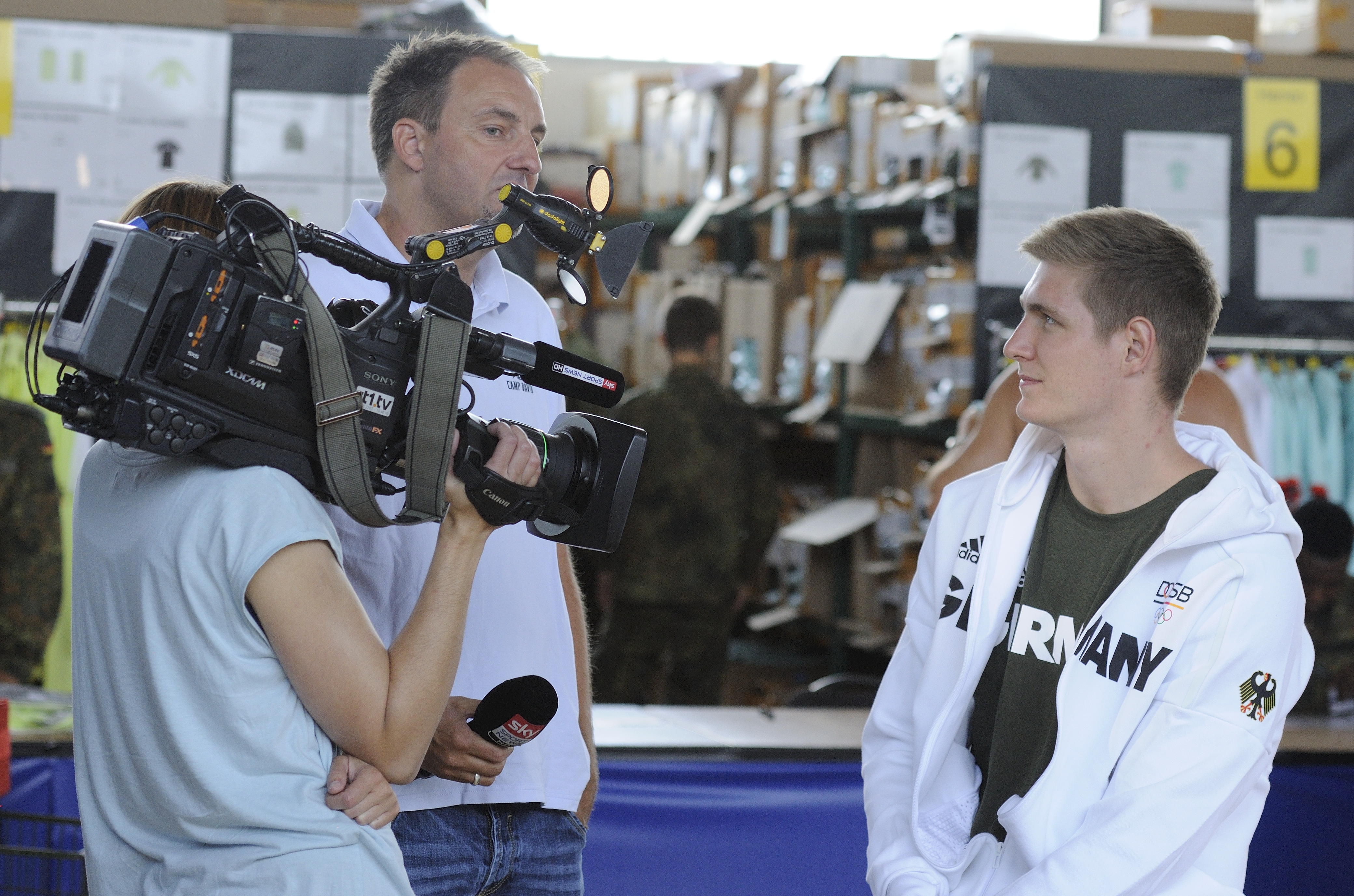
Finn Lemke bei der Einkleidung der deutschen Olympiamannschaft 2016

Am 7. Januar 2011 bestritt Lemke sein erstes Länderspiel für die Junioren-Nationalmannschaft. Am 3. Januar 2014 debütierte er in der deutschen A-Nationalmannschaft beim Vier-Nationen-Turnier gegen Österreich. Bei der Europameisterschaft 2016 in Polen wurde er mit der deutschen Mannschaft durch einen 24:17-Finalsieg über Spanien Europameister. Bei den Olympischen Spielen 2016 in Rio de Janeiro gewann er mit dem Nationalteam die Bronzemedaille. Dafür verlieh ihm der Bundespräsident am 1. November 2016 das Silberne Lorbeerblatt. Zur Europameisterschaft 2018 wurde er von Bundestrainer Christian Prokop in den 20er-Kader berufen, der die Vorbereitung bestritt, stand aber zunächst nicht im endgültigen Kader. Während der Vorrunde des Turniers wurde er von Prokop nachnominiert. Mit der deutschen Auswahl nahm er an den Olympischen Spielen in Tokio teil. Er absolvierte bisher 90 Spiele, in denen er 34 Tore erzielte.

### Trainer
Lemke übernahm im Februar 2024 den Co-Trainerposten der deutschen U-16/17-Nationalmannschaft. Im Oktober 2024 übernahm er bei der MT Melsungen vorläufig das Co-Traineramt der 1. Mannschaft sowie das Traineramt der 2. Mannschaft.

## Sonstiges
Von 2015 bis 2017 studierte er Soziale Arbeit an der Hochschule Magdeburg-Stendal. Er ist Vater von zwei Kindern. Sein jüngerer Bruder Jari Lemke spielte ebenfalls Handball in der Bundesliga und sein älterer Bruder Torben Lemke spielt für den OHV Aurich in der 3. Liga.
Mit 2,10 Meter war er der größte Bundesligaspieler der Saison 2012/13.

## Bundesligabilanz
| Saison    | Verein       | Spielklasse | Spiele | Tore | 7-Meter | Feldtore |
| --------- | ------------ | ----------- | ------ | ---- | ------- | -------- |
| 2011/12   | TBV Lemgo    | Bundesliga  | 13     | 27   | 0       | 27       |
| 2012/13   | TBV Lemgo    | Bundesliga  | 18     | 39   | 0       | 39       |
| 2013/14   | TBV Lemgo    | Bundesliga  | 31     | 124  | 0       | 124      |
| 2014/15   | TBV Lemgo    | Bundesliga  | 33     | 124  | 0       | 124      |
| 2015/16   | SC Magdeburg | Bundesliga  | 31     | 34   | 0       | 34       |
| 2016/17   | SC Magdeburg | Bundesliga  | 30     | 22   | 0       | 22       |
| 2017/18   | MT Melsungen | Bundesliga  | 24     | 21   | 0       | 21       |
| 2018/19   | MT Melsungen | Bundesliga  | 33     | 56   | 0       | 56       |
| 2019/20   | MT Melsungen | Bundesliga  | 22     | 28   | 0       | 28       |
| 2020/21   | MT Melsungen | Bundesliga  | 33     | 10   | 0       | 10       |
| 2021/22   | MT Melsungen | Bundesliga  | 4      | 0    | 0       | 0        |
| 2011–2022 | gesamt       | Bundesliga  | 272    | 485  | 0       | 485      |